# ヴォスクレセンスカヤ年代記
ヴォスクレセンスカヤ年代記（ロシア語: Воскресенская летопись）は、16世紀に編纂された年代記集成である。記述される年は852年（なおその記述の前に、伝説や系譜資料が付されている）から1541年までである。
また、歴代モスクワ大公に関わる主要な事件を記載しており、編集に際し、豊富な資料や情報源のある中で書かれたルーシの年代記（レートピシ）の一つである。
年代記の名称は、その写本の一つが、ノヴォイエルサリムスキー（新エルサレムの意）修道院(ru)のヴォスクレセンスキー（キリストの復活の意）大聖堂に所蔵されていたことにちなむ。
ヴォスクレセンスカヤ年代記は、４人の（あるいは４グループの）編集者の手を経て完成している。
- １）852年 - 1533年：編者はモスクワ大公ヴァシリー3世の支持者であったと推測される。
- ２）1537年まで
- ３）1541年まで
- ４）また、1542年 - 1544年の間に編纂がなされ、その編者はシュイスキー家(ru)の支持者であったと推測される[5]。ただしボリス・クロス(ru)は、その説は誤謬であるとし、また1541年の項にはモスクワ総主教イオアサフ(ru)が編纂作業に参加していると述べている。

年代記編纂の下地になった先行資料として、モスクワ年代記集成、ロストフ年代記集成（ロストフ年代記集成は1489 - 1503年の記述において）の利用が指摘されている。また、写本のうちのカラムジン写本は、1542 - 1552年の記述がリヴィウ年代記(ru)を元に追加され、1560年までの事象が記載されている。
現在、13の写本が発見されているが、そのうち完本は5写本のみである。ヴォスクレセンスカヤ年代記の刊本（ロシア年代記全集(ru)所収）は、この5写本に基づいて行われた。